# گورستان همت‌آباد
قبرستان همت‌آباد مربوط به دوره قاجار است و در شهرستان شیراز، بخش ارژن، دهستان قره چمن، ۷۰۰ متری جنوب شرق روستای همت‌آباد، مشرف بر رودخانه واقع شده و این اثر در تاریخ ۳۰ بهمن ۱۳۸۶ با شمارهٔ ثبت ۲۰۷۷۴ به‌عنوان یکی از آثار ملی ایران به ثبت رسیده است.